# Mycodrosophila nigrithorax
Mycodrosophila nigrithorax är en tvåvingeart som beskrevs av Malloch 1934. Mycodrosophila nigrithorax ingår i släktet Mycodrosophila och familjen daggflugor.
Artens utbredningsområde är Samoa. Inga underarter finns listade i Catalogue of Life.